# Discours sur l'état de l'Union de janvier 1790
Le discours sur l'état de l'Union de janvier 1790 était le premier discours sur l'état de l'Union, prononcé par le président américain George Washington devant le Congrès le 8 janvier 1790, dans la salle du Sénat au Federal Hall de New York.
Dans ce premier discours, Washington a fixé les attentes quant au comportement de ceux qui lui succéderaient, notamment au niveau de leur code vestimentaire, de leur entourage lors du discours et de la manière dont le discours doit être prononcé. Ce discours reste le discours sur l'état de l'Union le plus court de tous, contenant seulement 1089 mots.

## Discours
Dans son discours, Washington a mentionné quelques défis que les États-Unis auraient à affronter dans le futur, et a expliqué sa vision pour le futur des États-Unis.
Washington a commencé son discours en félicitant le Congrès pour l'accession de la Caroline du Nord dans l'Union et mettant en avant les progrès accomplis par les États-Unis : « Nombreuses sont les circonstances éminemment favorables à la prospérité de notre pays »,.
Bien que Washington a longuement célébré la prospérité du pays, celui-ci affirme, à propos du futur géopolitique des États-Unis, qu'« être préparé à la guerre est l'une des meilleures manières de conserver la paix », et appelle à créer une armée suffisant à défendre les États-Unis et à rassembler les ressources nécessaires afin de la faire fonctionner. Washington a également abordé certains points plus spécifiques, comme la formation des militaires, la structure de l'armée et le financement de celle-ci.
Washington a affirmé que la politique étrangère devait être gérée par le président, et s'engage à remplir « [son] devoir à cet égard, afin que les circonstances reflètent le plus [possible] l'intérêt public »,. Le président a aussi réaffirmé la nécessité d'établir un système de naturalisation pour les immigrants, dont le but est de mettre en valeur les valeurs des États-Unis. De plus, Washington a encouragé les citoyens américains à participer activement à la croissance et au progrès du pays.
Washington a également mis en valeur l'importance de l'agriculture, du commerce, de l'industrie, des sciences et de la littérature dans le quotidien des Américains. Il souligné l'importance du savoir, qui selon lui permet aux gens de « connaître et de chérir leurs droits, [ou encore] de percevoir et de combattre les réductions de ceux-ci ». Enfin, il a rappelé au Sénat et à la Chambre des représentants leurs obligations envers le pays et la nécessité de coopérer afin de maintenir en place une république fonctionnelle.

## Réponse du Congrès
En réponse au passage du discours dans lequel Washington appelle à « la promotion des sciences et de la littérature », le Congrès a commencé l'écriture du Patent Act (en) et du Copyright Act (en). La proposition de création d'une université nationale a également fait l'objet de débat à la Chambre des représentants : cependant, après l'intervention de Michael Jenifer Stone (en) qui craignait que cette mesure soit anticonstitutionnelle, le projet a été abandonné.